# Дюопа, Жоан
Жоа́н Дюопа́ (фр. Johann Duhaupas; род. 5 февраля 1981, Абвиль, Сомма, Франция) — французский боксёр-профессионал, выступающий в тяжёлой весовой категории. Среди профессионалов бывший чемпион по версиям WBA International (2017—2018), WBC Silver (2016), чемпион Европейского союза по версии EBU-EU (2013—2014) и бывший чемпиона мира по версии WBC Silver (2016) в тяжелом весе.
Лучшая позиция в рейтинге BoxRec — 12 (ноябрь 2016), среди французских боксёров — 1, в тяжёлом весе.

## Профессиональная карьера

#### Бой с Эрканом Тепером
14 марта 2015 года Дюапа был побежден немецким боксером Эрканом Тепером единогласным решением судей в 12-раундовом бою. Несмотря на нокдаун, Дюапа выглядел хорошо в бою, выиграл финальный раунды и дал Теперу один из самых тяжелых боёв в его карьере.

#### Бой с Мануэлем Чарром
10 апреля 2015 года Жоанн Дюапа сенсационно победил по очкам бывшего претендента WBC Мануэля Чарра.

#### Чемпионский бой с Деонтеем Уайлдером
26 сентября 2015 года Жоанн Дюапа вышел на бой против чемпиона WBC Деонтея Уайлдера и проиграл техническим нокаутом в 11-м раунде.

#### Бой с Робертом Хелениусом
2 апреля 2016 года состоялся бой за вакантный пояс WBC Silver, между бывшим претендентом WBC Жоанн Дюапа и с непобеждённым финским боксёром Робертом Хелениусом, Дюопа сенсационно победил Хелениуса, остановив финна в шестом раунде. Тем самым нанеся первое поражение Хелениусу в профессиональной карьере.

#### Бой с Александром Поветкиным
17 декабря 2016 года в Екатеринбурге должен был состояться бой Поветкина и Стиверна за титул временного чемпиона WBC. В день боя было объявлено о том, что у Поветкина в допинг-пробе, сданной 5 декабря, был обнаружен запрещённый препарат остарин и Бермейн Стиверн отказался от боя без санкции WBC. Ему на замену вышел Дюопа. В первом раунде соперники присматривались друг к другу. Во 2 раунде преимущество Поветкина стало нарастать. Он выбрасывал мощные комбинации. В конце 4 раунда Александр сильно потряс Дюопа левым хуком, но француз выстоял. В конце 6-го раунда Поветкин двумя левыми боковыми отправил Жоана Дюопа в глубокий нокаут.
Примечательно, что Дюопа в этом бою боксировал не в специальной обуви, а в обычных беговых кроссовках, так как по прибытии в аэропорт «Кольцово» Дюопа обнаружил пропажу своего багажа, а оперативно найти специализированную боксёрскую обувь нужного размера не смогли.

## Статистика профессиональных боёв
В таблице перечислены результаты всех поединков боксёров.
В каждой строке указан результат поединка. Дополнительно номер поединка обозначен цветом, который обозначает итог поединка. Расшифровка обозначений и цветов представлена в нижеследующей таблице.
| Пример | Расшифровка                     |
| ------ | ------------------------------- |
|        | Победа                          |
|        | Ничья                           |
|        | Поражение                       |
|        | Планируемый поединок            |
|        | Поединок признан несостоявшимся |
| КО     | Нокаут                          |
| ТКО    | Технический нокаут              |
| PTS    | Решение судей (по очкам)        |
| UD     | Единогласное решение судей      |
| MD     | Решение большинства судей       |
| SD     | Раздельное решение судей        |
| RTD    | Отказ от продолжения боя        |
| DQ     | Дисквалификация                 |
| NC     | Поединок признан несостоявшимся |

| 46 поединков, 39 побед (26 нокаутом), 7 поражений. | 46 поединков, 39 побед (26 нокаутом), 7 поражений. | 46 поединков, 39 побед (26 нокаутом), 7 поражений. | 46 поединков, 39 побед (26 нокаутом), 7 поражений. | 46 поединков, 39 побед (26 нокаутом), 7 поражений.           | 46 поединков, 39 побед (26 нокаутом), 7 поражений. | 46 поединков, 39 побед (26 нокаутом), 7 поражений.                                                          |
| Бой                                                | Рекорд                                             | Дата боя                                           | Соперник                                           | Место проведения боя                                         | Результат                                          | Дополнительно                                                                                               |
| -------------------------------------------------- | -------------------------------------------------- | -------------------------------------------------- | -------------------------------------------------- | ------------------------------------------------------------ | -------------------------------------------------- | --- |
| 46                                                 | 39-7                                               | 21 мая 2022                                        | Жан Кособуцкий (17-0)                              | Inselparkhalle, Wilhelmsburg, Гамбург, Германия              | RTD 5 (10), 3:00                                   | Бой за вакантный титул чемпиона по версии WBC International в тяжёлом весе.                                 |
| 45                                                 | 39-6                                               | 13 ноября 2021                                     | Андраш Чомор (18-32-2)                             | Centre Sportif du LNBD Annexe Alliance, Дюделанж, Люксембург | TKO 2 (8), 2:35                                    | |
| 44                                                 | 38-6                                               | 25 сентября 2020                                   | Тони Йока (7-0)                                    | La Defense Arena, Нантер, О-де-Сен, Франция                  | TKO 1 (12)                                         | |
| 43                                                 | 38-5                                               | 25 октября 2019                                    | Луис Паскуаль (14-5)                               | Лион, Рона, Франция                                          | KO 2 (8)                                           | |
| 42                                                 | 37-5                                               | 28 апреля 2018                                     | Джаррелл Миллер (20-0-1)                           | Барклайс-центр, Бруклин, Нью-Йорк, США                       | UD 12                                              | Бой за звание обязательного претендента по версии WBA в супертяжёлом весе. Счёт: 109-119, 111-117, 109-119. |
| 41                                                 | 37-4                                               | 14 декабря 2017                                    | Невфель Уата (15-1)                                | Леваллуа-Перре, Франция                                      | RTD 8 (12), 3:00                                   | Завоевал вакантный титул чемпиона по версии WBA International в супертяжёлом весе.                          |
| 40                                                 | 36-4                                               | 16 сентября 2017                                   | Евгений Орлов (17-15-1)                            | Вааса, Финляндия                                             | TKO 4 (10), 1:15                                   | |
| 39                                                 | 35-4                                               | 22 апреля 2017                                     | Давид Гогишвили (17-4)                             | Пори, Финляндия                                              | KO 3 (8), 1:06                                     | |
| 38                                                 | 34-4                                               | 17 декабря 2016                                    | Александр Поветкин (30-1)                          | Екатеринбург-Экспо, Екатеринбург, Россия                     | KO 6 (12), 2:59                                    | |
| 37                                                 | 34-3                                               | 2 апреля 2016                                      | Роберт Хелениус (22-0)                             | Хельсинки, Финляндия                                         | KO 6 (12), 3:08                                    | Завоевал вакантный титул чемпиона по версии WBC Silver в супертяжёлом весе.                                 |
| 36                                                 | 33-3                                               | 5 февраля 2016                                     | Марсело Луис Насименто (18-11)                     | Монте-Карло, Монако                                          | UD 10                                              | |
| 35                                                 | 32-3                                               | 26 сентября 2015                                   | Деонтей Уайлдер (34-0)                             | Бирмингем, Алабама, США                                      | TKO 11 (12), 0:55                                  | Бой за титул чемпиона мира по версии WBC, 2-я защита Уайлдера (добровольная).                               |
| 34                                                 | 32-2                                               | 10 апреля 2015                                     | Мануэль Чарр (27-2)                                | СК «Олимпийский», Москва, Россия                             | MD 10                                              | |
| 33                                                 | 31-2                                               | 14 марта 2015                                      | Эркан Тепер (13-0)                                 | Штутгарт, Баден-Вюртемберг, Германия                         | UD 12                                              | Бой за вакантный титул чемпиона по версии IBF Inter-Continental в супертяжелом весе.                        |
| 32                                                 | 31-1                                               | 5 апреля 2014                                      | Янне Катайисто (16-1-1)                            | Абвиль, Сомма, Франция                                       | KO 7 (12)                                          | Защитил титул чемпиона Европейского союза по версии EBU-EU в супертяжелом весе.                             |
| 31                                                 | 30-1                                               | 19 октября 2013                                    | Ярно Росберг (14-0)                                | Абвиль, Сомма, Франция                                       | KO 4 (12)                                          | Завоевал вакантный титул чемпиона Европейского союза по версии EBU-EU в супертяжелом весе.                  |
| 30                                                 | 29-1                                               | 22 июня 2013                                       | Фабрис Ориенг (7-5)                                | Абвиль, Сомма, Франция                                       | KO 4 (10)                                          | Завоевал титул чемпиона Франции в супертяжелом весе.                                                        |
| 29                                                 | 28-1                                               | 19 сентября 2012                                   | Котацу Такехара (7-6-3)                            | «Коракуэн», Токио, Япония                                    | TKO 6 (8)                                          | |
| 28                                                 | 27-1                                               | 10 февраля 2012                                    | Габор Фаркаш (6-21-5)                              | Каруж, Швейцария                                             | TKO 5 (8)                                          | |
| Бой                                                | Рекорд                                             | Дата боя                                           | Соперник                                           | Место проведения боя                                         | Результат                                          | Дополнительно                                                                                               |